# Хачапури
Хачапури (на грузински: ხაჭაპური) е грузинско национално тестено ястие, напомнящо пита със сирене. Приготвя се затворено или полуотворено. Съдържа голямо количество сирене, като теглото му е около два пъти повече от това на брашното. Сервира се като основно ястие. Наименованието произлиза от грузинските думи ხაჭო (хачо – извара) и პური (пури – хляб). През 2011 г. националният център за интелектуална собственост на Грузия „Сакпатент“ патентова 37 наименования на национални храни и напитки. В списъка попадат хачапури, чача, чурчхела, сиренето сулгуни, минералната вода „Боржоми“ и други.

## Видове
В различните краища на Грузия хачапури се приготвя по различен начин, както и външният вид на някои места е различен. Формата им е разнообразна – кръгла, триъгълна, овална или във вид на лодка. Плънката също може да е различна – сирене, месо, картофи, фасул.
В областта Хевсурети в Северна Грузия, към сиренето се прибавят подправки и билки. Имеретинските са кръгли, затворени, с плънка, поставена във вътрешността. Мегрелските също са кръгли, приличат на пица и сиренето не е като плънка, а се поръсва отгоре. Рачинските хачапури, наречени лобиани (ლობიანი), малко приличат на традиционните, тъй като при тях плънката е от фасул, вместо сирене. Аналогични на тях са кубдари (კუდბარი), но пълнежът е с месо. Аджарските са във формата на лодка, полуотворени, в празнината на „лодката“ се вижда плънката, която се залива с яйца. По-често те се приготвят с бутер тесто.
Най-близки родственици на грузинското хачапури е ачмата (აჩმა), също грузинско ястие, което обаче се приготвя с бутер тесто. Много подобни са балкаро-карачаевските хичини, с плънка от картофи и сирене или с месо. Приближават се по вкус и вид и осетинските чъиритæ, напомнящи и на руски пирог.

## Тесто
Тестото за хачапури може да бъде разнообразно – със или без мая, парено или бутер. Все пак главната особеност на изделието е начинът на приготвяне на тестото. Замесва се много леко и пухкаво тесто, с добавка на кисело мляко или кефир, разбъркани със сода за хляб. Прави се от 0,5 л. кисело и 2 чаши прясно мляко (или сметана), 1 яйце, 1/2 ч.л. сода и 1/4 ч.л. сол. Меси се до получаване на гладка, мека смес, която едва запазва формата си. Тестото се разделя на топки с размера на голяма ябълка и се оставя да почине за 2 – 3 часа.
За по-добро качество и вкус, може да се приготви бутер тесто, но то става малко по-плътно. Съдържа единствено брашно, вода и малко сол. Разделя се на части, всяка една с размерите на тигана, в който ще се пече. За да се получи добре, се разточва и сгъва многократно, като всеки път се добавя масло. При печенето му в чугунен тиган се получава един особено нежен вкус.

## Плънка
За плънката могат да се използват различни видове класически сирена – имертинското чкинти-квели, сулугуни от западната област Самегрело (Мегрелия), арменското чанах, кобийското осетинско сирене, овчето гуда и други. Характерно за всички тях е, че са доста твърди и солени, и затова се налага предварително да се обезсолят.
Пълнежът съдържа краве или овче сирене, което предварително се нарязва на филийки с дебелина около 1 cm и се изкисва в студена вода от 2 до 5 часа, за да се обезсоли. След това се обработва така, че да се получи консистенция на пюре, добавят се сурови яйца и разтопено масло. За 0,5 kg сирене са необходими 1 – 2 яйца и 25 – 50 g масло.
Съществуват различни варианти на плънката. Към сиренето може да не се добавят яйца или да се овкуси с различни подправки. В някои части на страната сиренето е заменено с фасул, месо или някакъв друг продукт. Натуралното хачапури се прави задължително с плънка от сирене.

## Изпичане
Върху разточеното тесто се поставя плънка с дебелина около 0,5 cm, покрива се с втора кора и краищата се притискат с пръсти, за да залепнат.
Хачапури се пече на тиган, предварително намазан с масло, около 10 минути под капак. След това се обръща, намазва се с яйце и масло и се пече до готовност, вече без капак. Когато се приготвя полуотворено, се изпича във фурна, а не на тиган. Сервира се горещо, като отгоре отново се намазва с масло.
Днес много често хачапури се приготвя с вода или прясно мляко, или даже с използване на пресована мая, което рязко се отличава от традиционния национален вкус и не може да се приеме за истинско хачапури в кулинарния смисъл.